# Parque Nacional Los Quetzales
Der Parque Nacional Los Quetzales (dt. „Nationalpark der Quetzals“) ist ein Nationalpark in Costa Rica. Er liegt 97 km südlich von San Isidro de El General und  wurde erst 2006 durch den Erlass 32981-MINAE eingerichtet. Er wird mit der Área de Conservación Central des Sistema Nacional de Áreas de Conservación (SINAC) verwaltet.

## Geographie
Der Park liegt südöstlich von San José in der Provinz San José und umfasst nur 50 km².
Es gibt eine kleine Rangerstation und eine einfache Straße.
Der Nationalpark war ursprünglich Teil von und wird vom Reserva Forestal Los Santos an der Nord-, West- und Südgrenze umschlossen. Der Parque Nacional Tapantí grenzt im Nordosten an.

## Flora und Fauna
Im Park herrscht Wolken- und Nebelwald vor. Er ist nach dem Quetzal benannt. Der Nationalvogel von Guatemala kommt hier noch häufig vor.

## Ramsar-Schutzgebiet
Ein Teil des Ramsar-Schutzgebietes Turberas de Talamanca liegt innerhalb des Parkgebiets und erstreckt sich darüber hinaus auf Nationalpark Chirripó, Reserva Forestal Los Santos, Reserva Forestal Río Macho, Reserva Biológica Cerro Vueltas und Parque Nacional Tapantí.